# 内閣総理大臣専用車

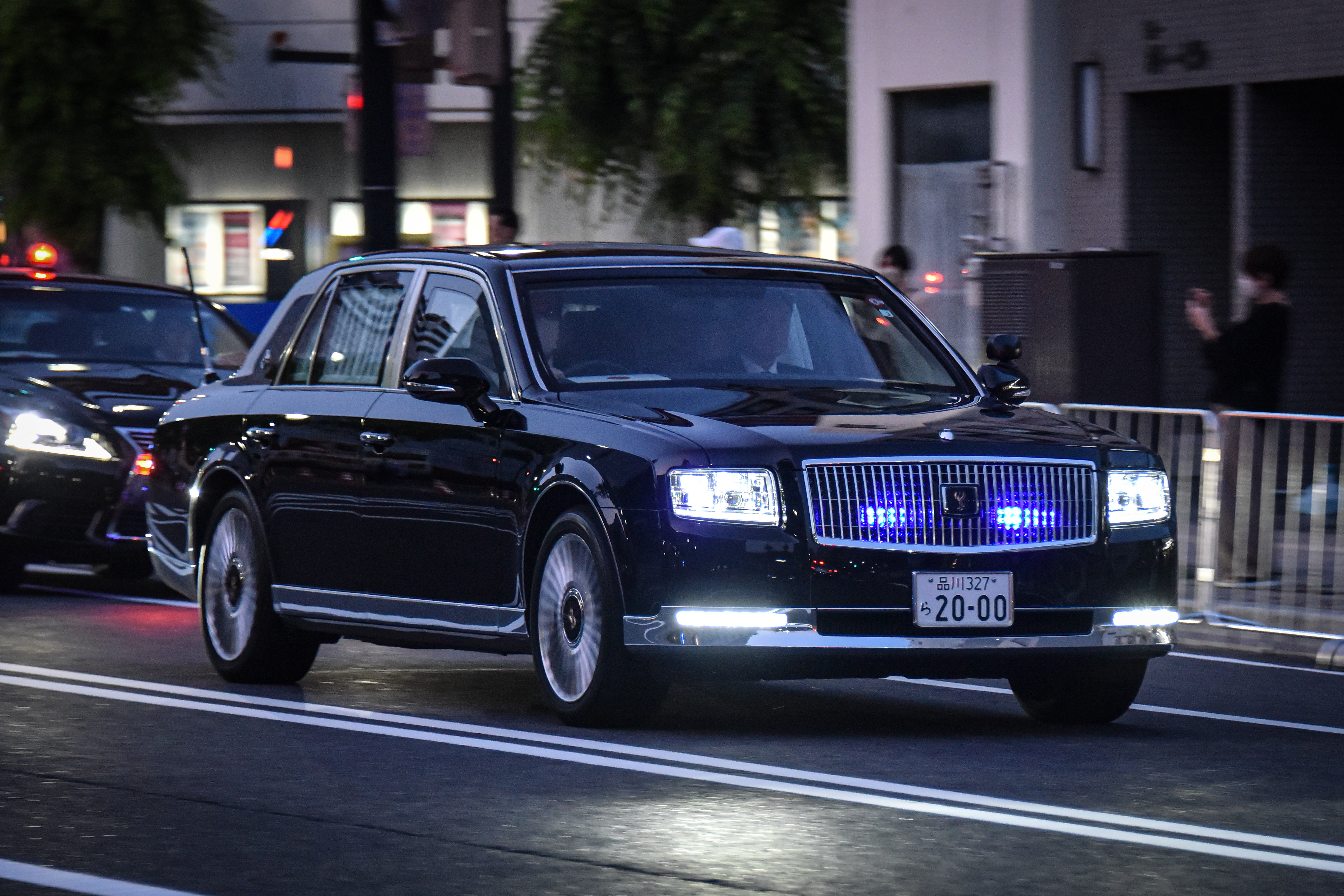
内閣総理大臣専用車（トヨタ・センチュリー）

内閣総理大臣専用車（ないかくそうりだいじんせんようしゃ）は、日本の内閣総理大臣が使用する公用車である。
アメリカ大統領専用車とは違い、前席と後席の間に隔壁はない。

## 概要
現在では、いずれもトヨタ自動車製の「センチュリー」および「レクサスLS600hL」の2車種が併用されている。
内閣総理大臣が外出のため移動する際は、公用・私用問わず総理専用車を使用し、警視庁警備部警護課警護第一係のSPによる身辺警護がなされる。
総理専用車はテロ対策として、防弾ガラスや特殊鋼の装甲が施された防弾車仕様であるが、セキュリティ上の理由から詳しいスペックは明らかにされていない。他の国務大臣の公用車には防弾改造は施されておらず、この点でも行政府の長たる内閣総理大臣の専用車は特別な扱いとなっている。フロントグリルの内または外およびリアバンパーには、LED光源の青色の識別灯が装備されており、総理大臣乗車時にはこれを点灯させて走る。
運転手は総理大臣官邸の職員（内閣技官）。新総理大臣の任命と共に退任し、新しい運転手が選任される。
一般の自動車と同様に番号標を取得しているが、番号は2000、3000、5000、7000、8000などのキリ番であることが多い。他に3800も使われている。車検証上の所有者は内閣である。
回送時を除いて総理専用車が単独で移動することはなく、関係車両による車列を組んで走る。総理専用車の助手席にSPキャップが同乗するほか、これを挟む形で前後2台の警護車を加えた3台が車列の最小構成単位であり、あとは状況に応じ、車列に警護車や白黒パトカーが増えたり、共同通信社と時事通信社所属の総理大臣担当記者（番記者）が乗るいわゆる「番車」や、随行する官僚の公用車が加わる。
なお、総理専用車と2台の警護車は可能な限りメーカーが統一される。現在の総理専用車は上記の通りいずれもトヨタ自動車製であることから、警護車もこれに倣って「センチュリー」、「クラウンマジェスタ」といったトヨタ製の大型セダンが使われ、車体色も黒で統一されていた。
2017年3月、総理専用車の車種に合わせる形で警護車として「レクサス・LS」が新たに6台配備され、現在では「レクサス・LS」がメインの警護車として使用されている。
総理大臣は移動ルートが頻繁に変わるので、移動タイミングに合わせて信号機をすべて青にするなどの特別措置は基本的に取られず、赤信号でも停車するなど道路交通法を遵守しながら走行する。但し、総理大臣の身の安全確保を最優先とする観点から、危険が予知される場合には警護車に乗車するSPが箱乗りをしながら赤色の誘導棒を車外に差し出すなどして四囲の一般車両を適宜規制する。この対応でも危険を排除できない場合は、警察の緊急自動車に誘導されている他の車両は緊急自動車とみなす法令上の規定に則り、先導警護車の緊急走行に従って総理専用車も緊急走行し、危険から逃れる。
平常時では、総理専用車に先行する警護車は周囲に不審な車両や人物がいないか常に警戒し、後続の警護車は後方から車列に近付く不審車などがないか目を光らせるとともに、交差点では急加速して総理専用車の外側に回り込み、横からの突進に備える。過去には、当時の小泉純一郎総理の乗った信号待ち中の車列を左後方から強引に追い抜こうとした不穏なミニバイクの行く手を、SPが警護車のドアを開けて阻止するという強行措置が取られた。
海外での移動は現地の在外公館の公用車も利用するという。海外メーカーと現地で調達した日本車があるとされるが、車種は警備上の理由で非公開となっている。なお台数に限りがあるため、民間の業者からハイヤーを借り上げることもあるという。

## 歴史

### 戦前
第26代田中義一内閣、第27代浜口雄幸内閣時代は、第一次世界大戦の青島の戦いで戦利品としたベンツ、第28代若槻礼次郎内閣時代は若槻が内務大臣時代に使用していた内務省のパッカード、第29代犬養毅内閣時代は宮内省が1928年11月6日の御大典のパレード用に購入した1928年式クライスラー、第30代斎藤実内閣、第31代岡田啓介内閣、第32代広田弘毅内閣、第33代林銑十郎内閣、第34代近衛文麿内閣、第35代平沼騏一郎内閣、第36代阿部信行内閣時代は新車で購入した1931年式リンカーンであった。このリンカーンには途中から防弾ガラスとボディに装甲が施されかなりの重量過大となったことで阿部信行から「戦車に乗っているようだ」と不興を買うこととなった。阿部がこの車に乗ることを拒否したため一時的に南洋庁のパッカードを使用していたが、代替となる車を探そうにも当時新たな車を輸入する目途は無かった。その後、上海に駐留する津田中将の乗車との交換で1939年式ビュイックが総理専用車となり、第38代米内光政内閣までこの車が使用された。
第二次世界大戦の進行と共に燃料が不足し、市中の一般車が木炭自動車に改造されていた第40代東条英機内閣の頃になると、総理専用車もプロパンガス仕様に改造されることとなったが、皮肉にもこの頃になると占領地域で接収された車が入手できる状況となっていた。東条の専用車はシンガポールで接収された1940年式クライスラーで、これと並行して陸軍省にあった1936年式ビュイックをオープントップに改造して使用することもあった。

### 戦後
戦後も総理専用車を始めとする政府公用車はアメリカ車の使用が続いた。しかし、政府の自動車産業育成政策により、国産車に切り替えられるようになった。第58代岸信介内閣の時、日産がライセンス生産していたオースチンA50ケンブリッジを導入した。1960年代初頭、第61代佐藤栄作内閣の時代からは日本車（トヨタ「クラウンエイト」や日産「プレジデント」など）が使用されるようになった。
1963年のケネディ大統領暗殺事件を機に総理専用車の安全性向上が考慮されるようになり、当時発売されて間もない「センチュリー」（VG20型）を開発したトヨタ自動車がこれを引き受けることになった。ボディに使用する特殊鋼は当時の富士製鐵（現・日本製鉄）、はめ殺し式の防弾ガラスは旭硝子（現・AGC）が開発したものであった。なお、総理大臣専用車の識別用としてフロントグリルとリアバンパーに青色の識別灯を装備するようになった。警備関係者などからわかりやすくするためである。
佐藤栄作内閣の末期に、公用車のみでは不便との理由から佐藤自ら私費で総理専用車と全く同じ仕様の初代「センチュリー」（VG20型）を発注。首相退任直後の1972年10月に納車された。総理専用車と全く同じ仕様のため、防弾ガラスやフロントグリルに青色の識別灯などが装備された。同車は佐藤が死去するまで使用され、佐藤死去後の1975年11月に綜合警備保障へ譲渡。その後、1992年頃まで同社の警護車として使用され、ダライ・ラマ14世やヨハネ・パウロ2世 (ローマ教皇)の来日時の警護に用いられた。現在、同車は日本自動車博物館に寄贈展示されている。1990年初期には「センチュリー」（VG40型）の総理大臣専用車も導入された。
1967年以来、初代および2代目の「センチュリー」が総理専用車として使用されてきたが、北海道洞爺湖サミットを控えた2008年6月（第91代福田康夫内閣）からは、低燃費かつCO2排出量が少ない「レクサスLS600hL」（UVF46前期型）を導入。2015年6月頃（第97代安倍晋三内閣）には「レクサスLS600hL」の新型（UVF46後期型）に更新。
2020年4月（第98代安倍晋三内閣）、3代目の「センチュリー」（UWG60型）が新たに導入された（UVF46前期型およびUVF46後期型のLS600hLも予備車として引き続き使用）。
内閣総理大臣専用車

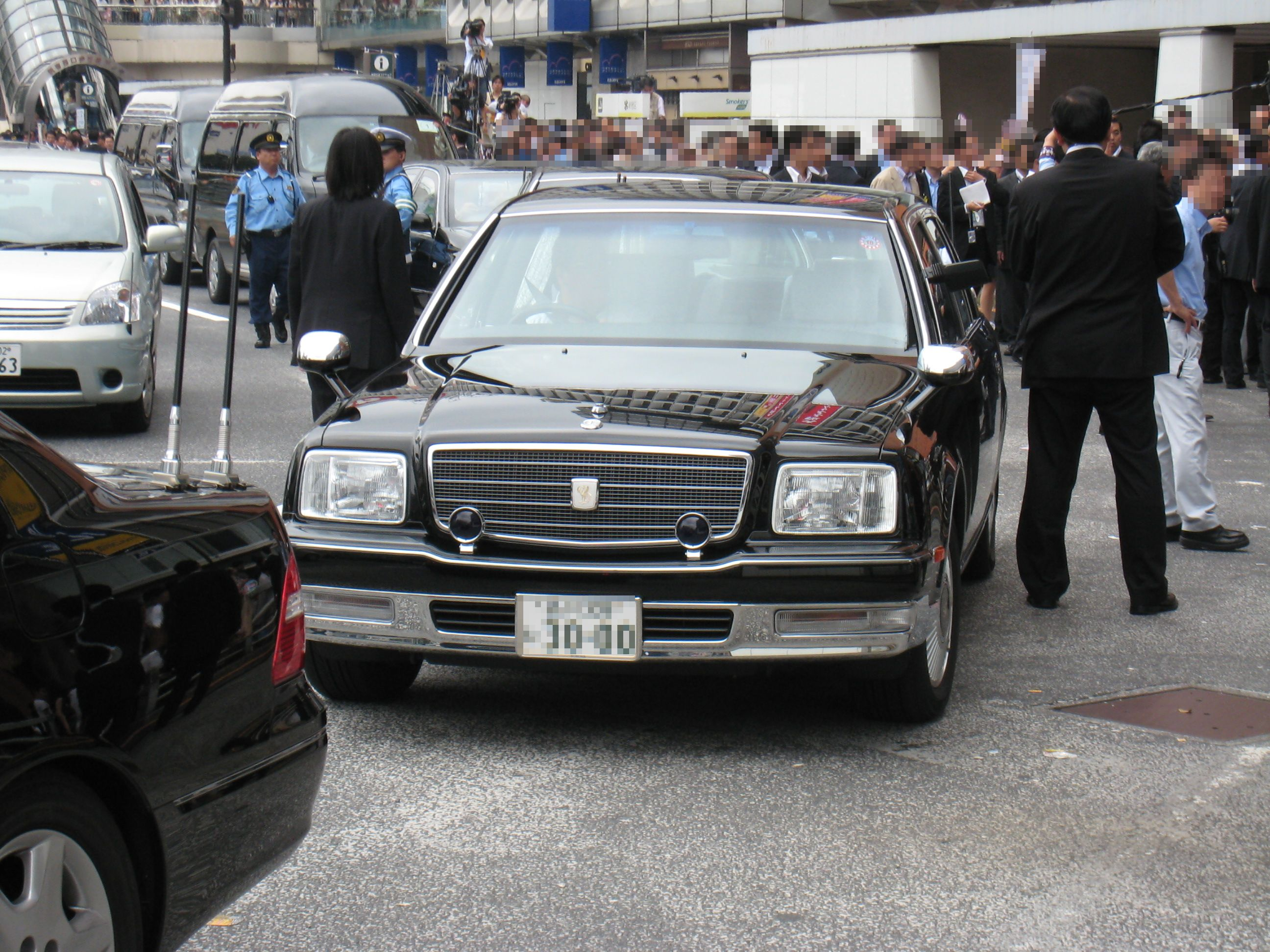
2代目センチュリー
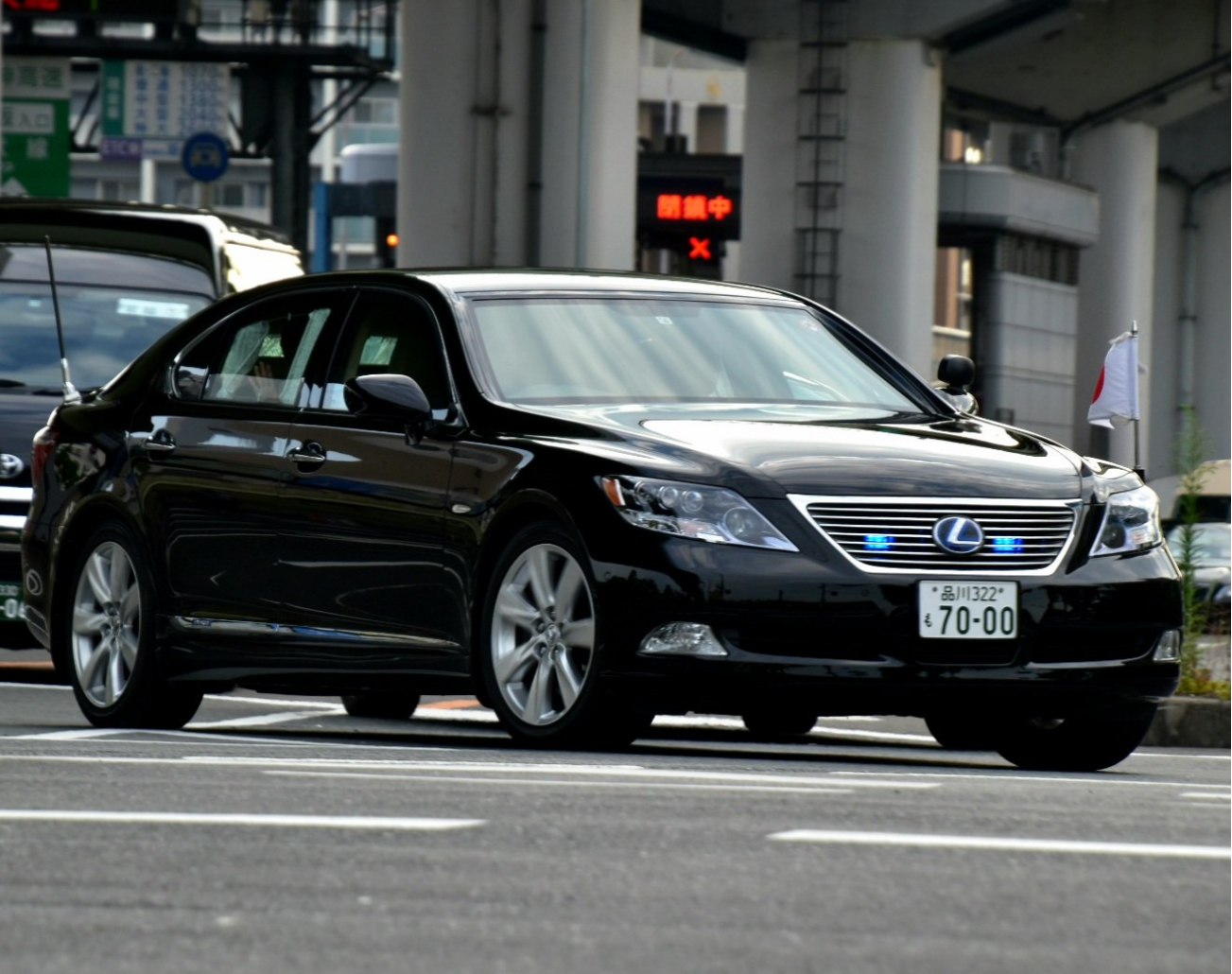
レクサスLS600hL（UVF46前期型）
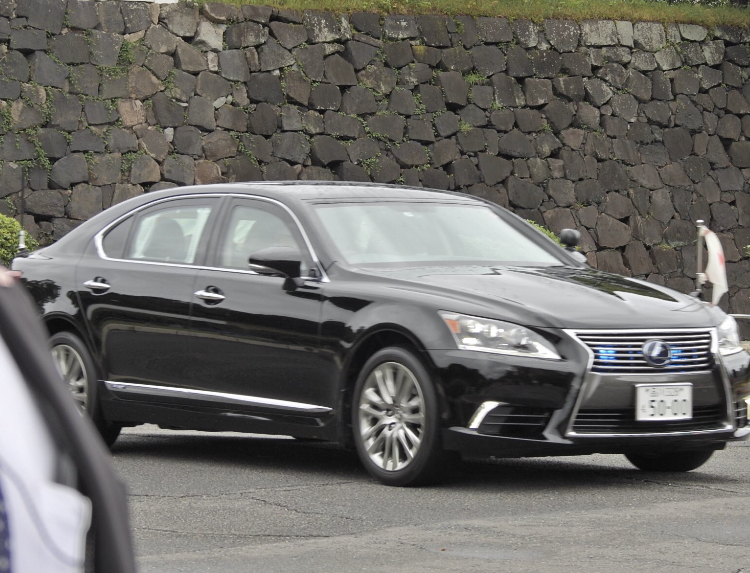
レクサスLS600hL（UVF46後期型）
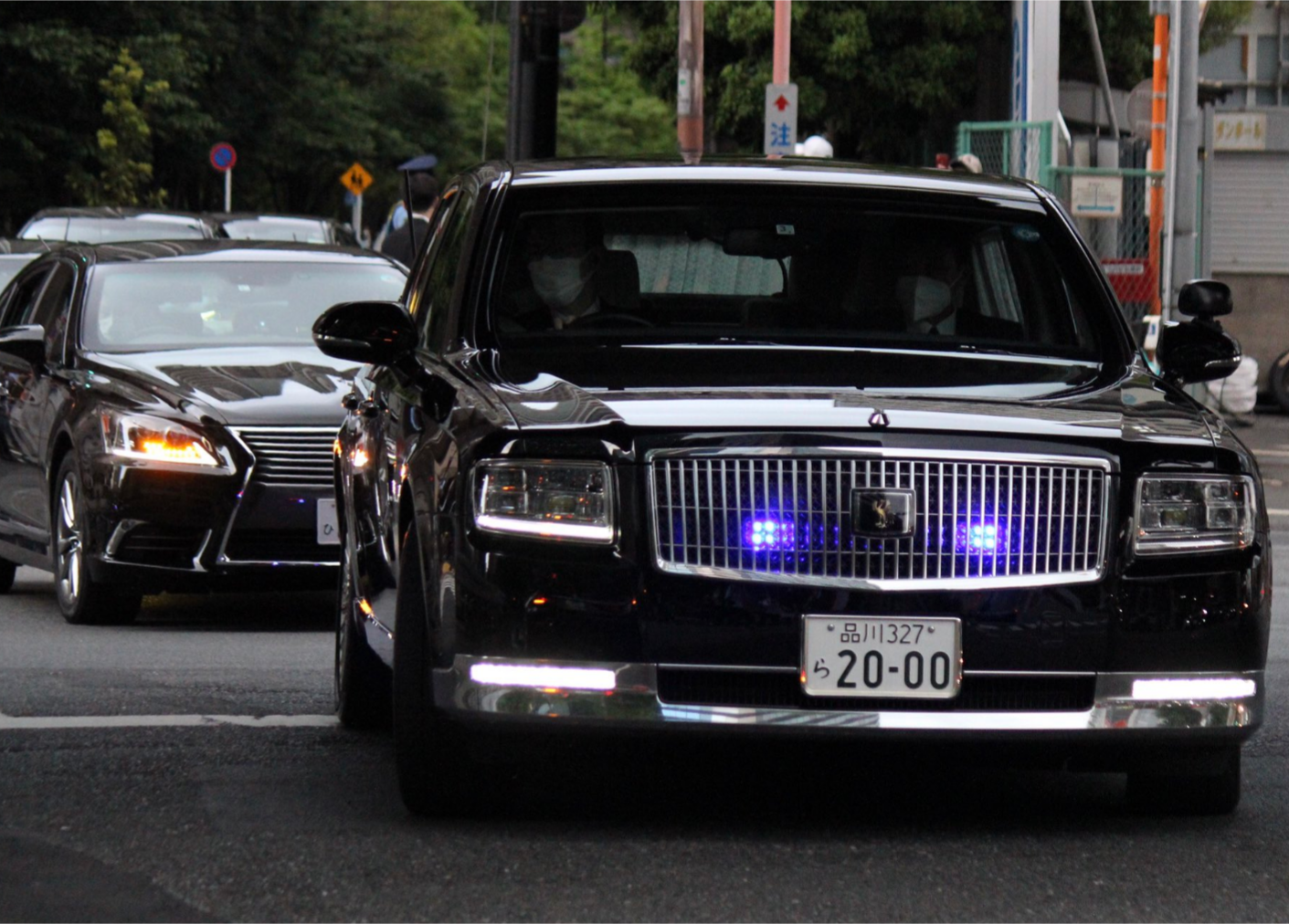
3代目センチュリー